# Post-Quanten-Diffie-Hellman-Erweiterung
In der Kryptographie bezeichnet der Begriff Post-Quanten-Diffie-Hellman-Erweiterung (engl. Post-Quantum Extended Diffie–Hellman, kurz PQXDH) eine auf Kyber basierende Erweiterung des Diffie-Hellman-Schlüsselaustauschs für Post-Quanten-Kryptographie. Sie wird vor allem in das Signal-Protokoll eingebunden, ein Verschlüsselungsprotokoll mit Ende-zu-Ende-Verschlüsselung.
PQXDH ist eine aktualisierte Version des X3DH Protokolls und nutzt sowohl das quantenresistente CRYSTALS-Kyber-Protokoll als auch das alte elliptische Kurvenprotokoll X25519. Dadurch wird sichergestellt, dass ein Angreifer beide Verschlüsselungsprotokolle überwinden muss, um Zugang zu sensiblen Daten zu erhalten, wodurch potenzielle Sicherheitslücken des neuen Protokolls verringert werden. Das Protokoll ist für eine asynchrone Kommunikation konzipiert, bei der die Clients öffentliche Schlüssel (public keys) über einen Server austauschen, um einen sicheren gemeinsamen Schlüssel abzuleiten, den sie zur Verschlüsselung sensibler Daten verwenden können, ohne ständig neue Schlüssel miteinander synchronisieren zu müssen.
Im September 2023 kündigten die Entwickler des Signal-Protokolls an, das Protokoll zu aktualisieren, um PQXDH zu unterstützen.
Im Oktober 2023 wurde das Protokoll einer formalen Überprüfung unterzogen, bei der „alle gewünschten Sicherheitseigenschaften des Protokolls“ für die zweite Revision nachgewiesen werden konnten.